# Veronica cockayneana
Veronica cockayneana är en grobladsväxtart som beskrevs av Thomas Frederic Cheeseman. Veronica cockayneana ingår i släktet veronikor, och familjen grobladsväxter. Inga underarter finns listade i Catalogue of Life.